# Гоми, Таро
Таро Гоми (яп. 五味 太郎 Гоми Таро:, родился в Токио 20 августа 1945 года) — японский иллюстратор, дизайнер, автор более 400 книг для детей. Обладатель множества престижных наград в области детской литературы (Sankei Jido Shuppan Bunka Award, Bologna Children’s Book Fair Award и др.). Его книги переведены на многие языки мира. Среди бестселлеров — «Все какают», Santa Through the Window, Where’s the Fish?, The Crocodile and the Dentist.

## Биография
Есть два типа художников, которые повлияли на меня: те, чьи работы мне нравятся, и те, кто заставляет меня остановиться и задуматься. Например, когда я впервые увидел картины Пьера Боннара, я сразу влюбился в них и почувствовал, будто был знаком с ним уже многие годы. Когда увидел Джаспера Джонса, я подумал: «О, Боже! Почему я не успел нарисовать это до него?» А есть картины, которые поражают меня. Я смотрю на них и думаю, почему художник это вообще нарисовал?! Это работы Дали, Пикассо. Когда я смотрю на них — столбенею.
Таро Гоми известен во всем мире как автор детских альбомов для творчества, в которых ребенку предлагается дорисовать историю, предложенную автором. Первые три альбома Doodles, Scribbles и Squiggles имели невероятный успех, особенно в США и Европе. На их основе появилось несколько серий раскрасок.
Книги Таро Гоми были переведены на множество языков, в том числе на русский в 2013 году издательством «Манн, Иванов и Фербер».
Главная особенность книг Таро Гоми — уникальный детский стиль рисования. Его иллюстрации сохраняют видение маленького ребенка. Именно благодаря этому его альбомы для рисования пользуются такой популярностью у детей. Они узнают персонажей, предметы. У них не возникает страха перед четким взрослым контуром, и они с удовольствием продолжают рисунок автора.

## Книги
- Гоми Т. Животные. Альбомы для развития креативности. — М. : Манн, Иванов и Фербер, 2013. — 112 с. — 978-5-91657-645-0
- Гоми Т. Истории. Альбомы для развития креативности. — М. : Манн, Иванов и Фербер, 2013. — 112 с. — 978-5-91657-646-7
- Гоми Т. Всякие вкусности. Альбомы для развития креативности. — М. : Манн, Иванов и Фербер, 2013. — 112 с. — 978-5-91657-647-4